# مسجد الشيخ حسنين الحصافي
مسجد الشيخ حسنين الحصافي (1329 هجرية)، هو أحد المساجد التي أنشئت في عصر أسرة محمد علي في مصر، يقع بمدينة دمنهور.

## وصفه
يتكون من ثلاثة صفوف من البوائك تحتوي كل بائكة على عقدين محمولين على أربعة من الأعمدة الصناعية. والعقود دائرية الشكل. وتقسم البوائك المسجد إلى أربعة أروقة موازية لحائط القبلة، وفي وسط الرواق الثاني من جهة القبلة توجد (شخشيخة) ذات رقبة مصفدة ويعلوها قبة مخروطية الشكل. ويوجد المدخل الرئيسي للمسجد بالجهة الشمالية الشرقية ويتكون من باب بارز قليل عن سمت الجدران ويعلوه عقد مفصص زخرف بثلاثة صفوف من الدلايات الجميلة. وإلى جانب الضريح توجد أضرحة أخرى لباقي أفراد أسرة الشيخ حسنين الحصافي.
أما الضلع الغربي من مكان الصلاة فيحتوي على رواق من الداخل مكون من ثمانية أعمدة رخامية تقوم عليها عقود نصف دائرية ويعلوها شرفة بطول الضلع كله خصصت لصلاة النساء. كما يستعمل كدكة للمبلغ. ويتوصل إليها وإلى الممر العلوي المحيط بالمسجد من سلّمي المنارتين.
ويتكون ضريح الشيخ حسنين الحصافي من مربع بأركانه مقرنصات كبيرة تقوم فوقها رقية ممتدة جدا وتستدق إلى أعلى. وقد فتحت في هذه الرقبة الممتدة الفريدة في نوعها عدة فتحات على ثلاثة صفوف بعضها مستدير والبعض الآخر على شكل نجمى والقصد من هذه الفتحات المتعددة الأشكال إلى جانب الزخرفة الإضاءة. وتحت القبة مباشرة نرى من الخارج 24 حنية نصفها معقود والنصف الآخر مفصص، المعقود منها مفتوح كنافذة والمفصص مسدود والقصد منه الزخرفة، ويعلو هذه الفتحات قبة مدببة.

## روابط خارجية
- آثار القاهرة الإسلامية نسخة محفوظة 31 مايو 2014 على موقع واي باك مشين.